# Гватемальско-лихтенштейнские отношения
Гватемальско-лихтенштейнские отношения — двусторонние дипломатические отношения между Гватемалой и Лихтенштейном.

## Общая характеристика стран
|                  | Гватемала                     | Лихтенштейн              |
| ---------------- | ----------------------------- | ------------------------ |
| Население        | 17 263 239 человек            | 37 922 человек           |
| Площадь          | 108 889±1 квадратный километр | 160 квадратный километр  |
| Часовой пояс     | UTC−6, America/Guatemala      | UTC+1:00                 |
| Столица          | Гватемала                     | Вадуц                    |
| Форма правления  | президентская республика      | конституционная монархия |
| Официальный язык | испанский язык                | немецкий язык            |
| Основная религия | католицизм                    | католицизм               |
| Дата основания   | 1821 год                      | 12 июля 1806 года        |

## История
Страны судились в Международном Суде ООН в 1955 году, так называемое Дело Ноттебома (Лихтенштейн против Гватемалы)  стало классическим прецедентом. Фридрих Ноттебом обладал германским гражданством, в 1905 году он поселился в Гватемале, в октябре 1939 году получил гражданство Лихтенштейна, а в начале 1940 года вернулся в Гватемалу. Но в декабре 1941 года Гватемала объявила войну Германии. 30 ноября 1943 года Ноттебом был арестован в Гватемале и интернирован в США. В 1949 года Правительство Гватемалы арестовала имущество Ноттебома в Гватемале. 7 декабря 1951 года Лихтенштейн заявил жалобу против Гватемалы в Международный Суд ООН. Княжество требовало возместить стоимость имущества Ноттебома, а также возмещение вреда. Но Гватемала возражала против требований Лихтенштейн, считая что Фридрих не получил гражданство Лихтенштейна. По итогу суд встал на сторону Гватемалы. Постановление Международного Суда положило конец практики натурализация в Лихтенштейне, которая приносила стране значительный доход.
29 ноября 2012 года рабочая группа по Универсальному периодическому обзору утвердила доклад по Гватемале. В ней было сказано, что:
Лихтенштейн приветствовал меры Гватемалы по усилению защиты детей в соответствии с рекомендациями Комитета по правам ребенка, но отметил, что этот комитет неоднократно выражал озабоченность в связи с продолжающимися телесными наказаниями в домашних условиях, в учреждениях альтернативного ухода и традиционных системах правосудия, а также отсутствием их прямого запрета в школах. Лихтенштейн вынес рекомендации.
30 сентября 2015 года в штаб-квартире ООН в Нью-Йорке состоялась министерская встреча на тему «Ограничение применения права вето в случаях серьезных злодеяний», где Гватемала и Лихтенштейн вместе поддержали ограничение право вето.
Гватемала стремясь расширить свои связи в разных сферах и укрепить дружбу со странами европейского континента, 22 декабря 2015 года установила дипломатические отношения с Лихтенштейном:
Установление дипломатических отношений позволит Республике Гватемала и Княжеству Лихтенштейн инициировать и развивать узы дружбы и сотрудничества между двумя государствами в политической, торговой, экономической, культурной, технической и любой другой области сотрудничества в общих интересах их соответствующих народов.
Министерство иностранных дел Гватемалы надеется, что это учреждение укрепляет принципы Устава Организации Объединенных Наций о равенстве государств, взаимном уважении их независимости, национального суверенитета и других принципах, провозглашенных в международном праве.
Ожидалось, что с установления дипломатические отношений республика наладит коммерческий и технический обмен с княжеством.
Ещё 16 ноября 2014 года состоялось завершение переговоров Гватемалы со странами ЕАСТ (куда входит Лихтенштейн), а 21 июня 2015 года Гватемала подписала соглашение с ЕАСТ. По словам норвежских дипломатических властей, обмен сельскохозяйственной продукцией со странами ЕАСТ принесет пользу центральноамериканской стране. Подписание соглашение позволило Гватемале увеличить торговлю, добавив новые рынки для её экспорта, который с момента вступления в силу этого соглашения будет пользоваться преференциальным доступом и правовой безопасностью на остальной части европейского рынка. Дополнительные преимущества включают снижение логистических и транспортных расходов и преимущество в виде тарифных преференций.
14 ноября 2016 года посол Луис Фернандо Карранса Чифуэнтес вручил верительные грамоты наследному принцу и регенту Алоизу Лихтенштейн, аккредитовав Луиса в качестве первого Чрезвычайного и Полномочного посла Гватемалы в княжество Лихтенштейн. Также посол Республики Гватемала и наследный принц обсудили недавнее установлении дипломатических отношений. В частности, что отношения получат выгоду в экономической и торговой сфере из-за соглашения о свободной торговле между Республикой Гватемала и государствами ЕАСТ.
Ещё в начале своей дипломатической работы посол Карранса встретился с президентом Торгово-промышленной палаты Лихтенштейна, с которым обсудил возможные пути увеличения двусторонней торговли. Кроме того, была проведена презентация коммерческого и туристического предложения Гватемалы, и он призвал лихтенштейнскую сторону изучить преимущества иностранных инвестиций в центральноамериканскую страну. Также он провел рабочую встречу с руководителем международного отдела Университета Лихтенштейна, которая проявила большой интерес к установлению подходов и соглашений с различными университетами Гватемалы для обмена студентами и преподавателями, используя преимущества их членства в организации AIESEC, членом которой является Гватемала, и программы Эразмус Мундус.
20 мая 2017 года в помещении посольства Гватемалы в Швейцарии состоялась первое собрание гватемальских мигрантов в Швейцарии, на которой был принят Учредительный акт, учреждающий «Ассоциацию гватемальцев в Швейцарии» с целью оказания помощи и защиты гватемальских мигрантов в Швейцарии и Лихтенштейне.
Бывшего гватемальского президента Альфонсо Портильо судили за отмывание денег, часть его денег находилось в лихтенштейнском банке.

## Дипломатические представительства
- Гватемала не имеет посольства в княжестве, но консульство в Цюрихе, городе Швейцарии, аккредитовано и в Лихтенштейн.
- Лихтенштейн не имеет посольства в республике, но швейцарское посольство в Гватемале, представляет интересы Лихтенштейна.